# 발터 네른스트

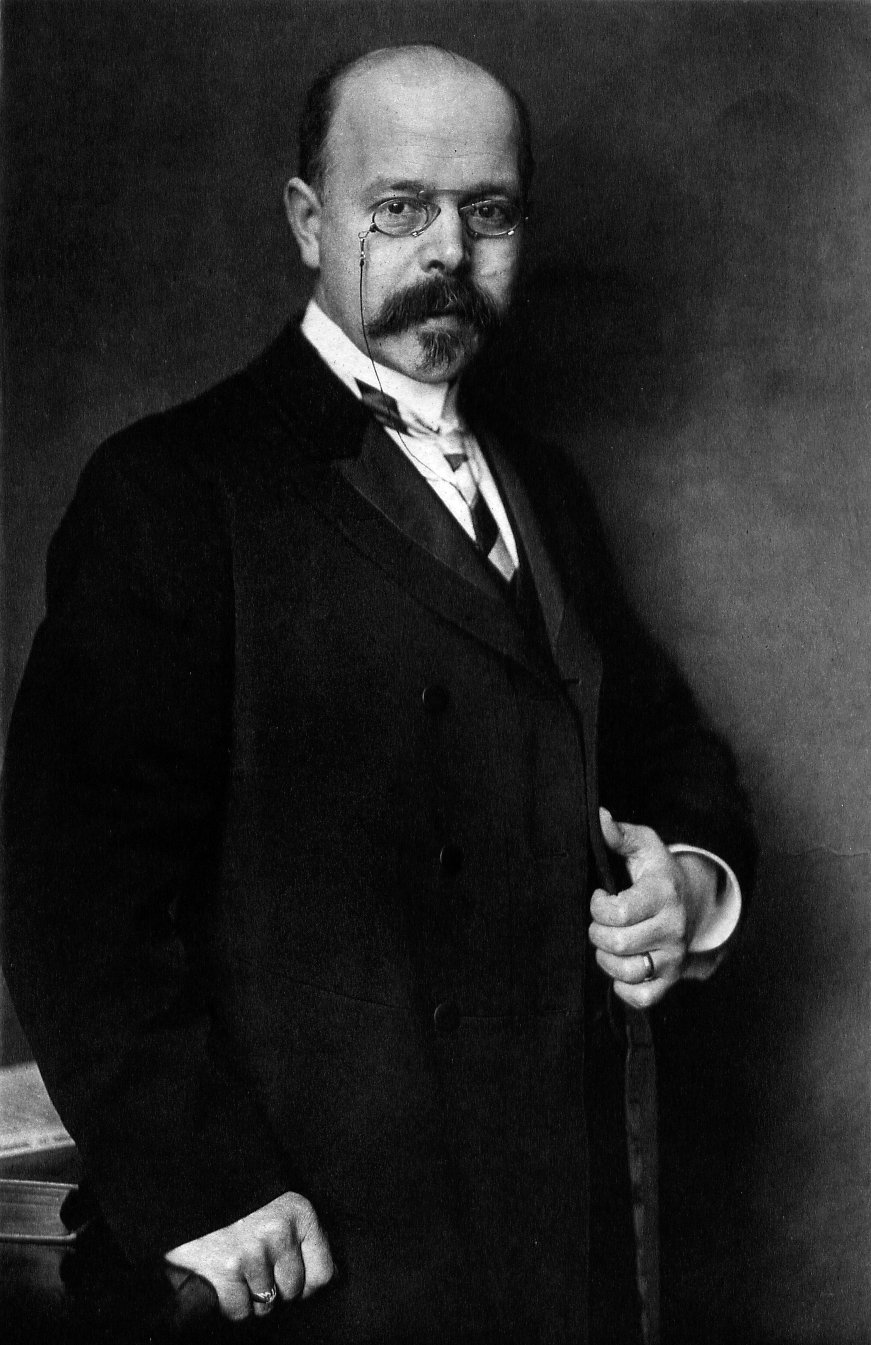
발터 네른스트 (1906년)

발터 헤르만 네른스트(독일어: Walther Hermann Nernst, 1864년 6월 25일 ~ 1941년 11월 18일)는 독일의 물리학자, 화학자이다.
프로이센 서부의 브리젠에서 출생하여 취리히, 베를린, 뷔르츠부르크의 각 대학에서 공부하였다. 라이프치히 대학에서 오스트발트의 조수가 되고 뒤에 괴팅겐, 베를린 대학 교수와 물리학회 회장, 국립 도량형 검사소장 등을 겸임하였다. 그는 물리 화학의 창시자이고, 산화 환원 반응과 반응 속도, 화학 평형, 액정 등을 연구하고 유도율의 측정, 낮은 온도일 때의 비열의 측정 등을 실험하여 성공하였다. 1906년 열역학 제3법칙이라 불리는 네른스트 열 정리를 만드는 등 열화학에 많은 업적을 남기고 1920년 노벨 화학상을 받았다.

## 같이 보기
- 연쇄반응
- 우주상수 문제
- 영점 에너지